# Kayaaltı, Pınarbaşı
Kayaaltı là một xã thuộc huyện Pınarbaşı, tỉnh Kayseri, Thổ Nhĩ Kỳ. Dân số thời điểm năm 2008 là 375 người.